# КіБенк-центр
Ейч-Ес-Бі-Сі-арена (англ. HSBC Arena) — спортивний комплекс у Баффало, Нью-Йорк (США). Було відкрито у 1996 р. Місце проведення міжнародних змагань з кількох видів спорту і домашня арена для команди Баффало Сейбрс, НХЛ.